# Lichenochrus servus
Lichenochrus servus är en insektsart som beskrevs av Max Beier 1954. Lichenochrus servus ingår i släktet Lichenochrus och familjen vårtbitare. Inga underarter finns listade i Catalogue of Life.